# Dubouzetia saxatilis
Dubouzetia saxatilis là một loài thực vật có hoa trong họ Côm. Loài này được A.R.Bean & Jessup mô tả khoa học đầu tiên năm 1997.